# 甲奴站
甲奴站（日语：／ Kōnu eki */?）是位於廣島縣三次市甲奴町本鄉，屬於西日本旅客鐵道（JR西日本）的福鹽線車站。本站的站名截至2017年是JR集團中唯一以作為終結的車站，若包含私鐵，關東鐵道常總線的小絹（こきぬ）站是唯二以作為終結的車站。

## 歷史
- 1935年（昭和10年）11月15日 - 福鹽北線（當時）吉舍至上下之間開通，此站啟用。
  - 當時車站位於廣島縣甲奴郡甲奴村（日语：甲奴村）本鄉字時兼。
- 1938年（昭和13年）7月28日 - 福鹽北線成為福鹽線的一部分，此站成為福鹽線車站。
- 1955年（昭和30年）3月31日 - 隨著甲奴町（日语：甲奴町）（第一次）成立，車站地址改為廣島縣甲奴郡甲奴町本鄉字時兼。
- 1958年（昭和33年）10月10日 - 隨著甲奴町（第二次）成立，車站地址改為廣島縣甲奴郡甲奴町本鄉字時兼。
- 1985年（昭和60年）12月1日 - 成為無人車站（簡易委託化）。
- 1987年（昭和62年）4月1日 - 伴隨國鐵分割民營化，車站由西日本旅客鐵道（JR西日本）營運。
- 1993年（平成5年）4月 - 結束簡易委託，完全成為無人車站。
- 2004年（平成16年）4月1日 - 隨著三次市（第二次）成立，車站地址改為廣島縣三次市甲奴町本鄉字時兼。

## 車站構造
本站是地面車站，設有1面1線的單式月台。前往三次方向的列車會開啟右邊車門。此站曾是簡易委託車站，現時已成為無人車站，並由三次鐵道部負責管理。站內沒有設置自動售票機，但有大阪燒商店在站內營業。

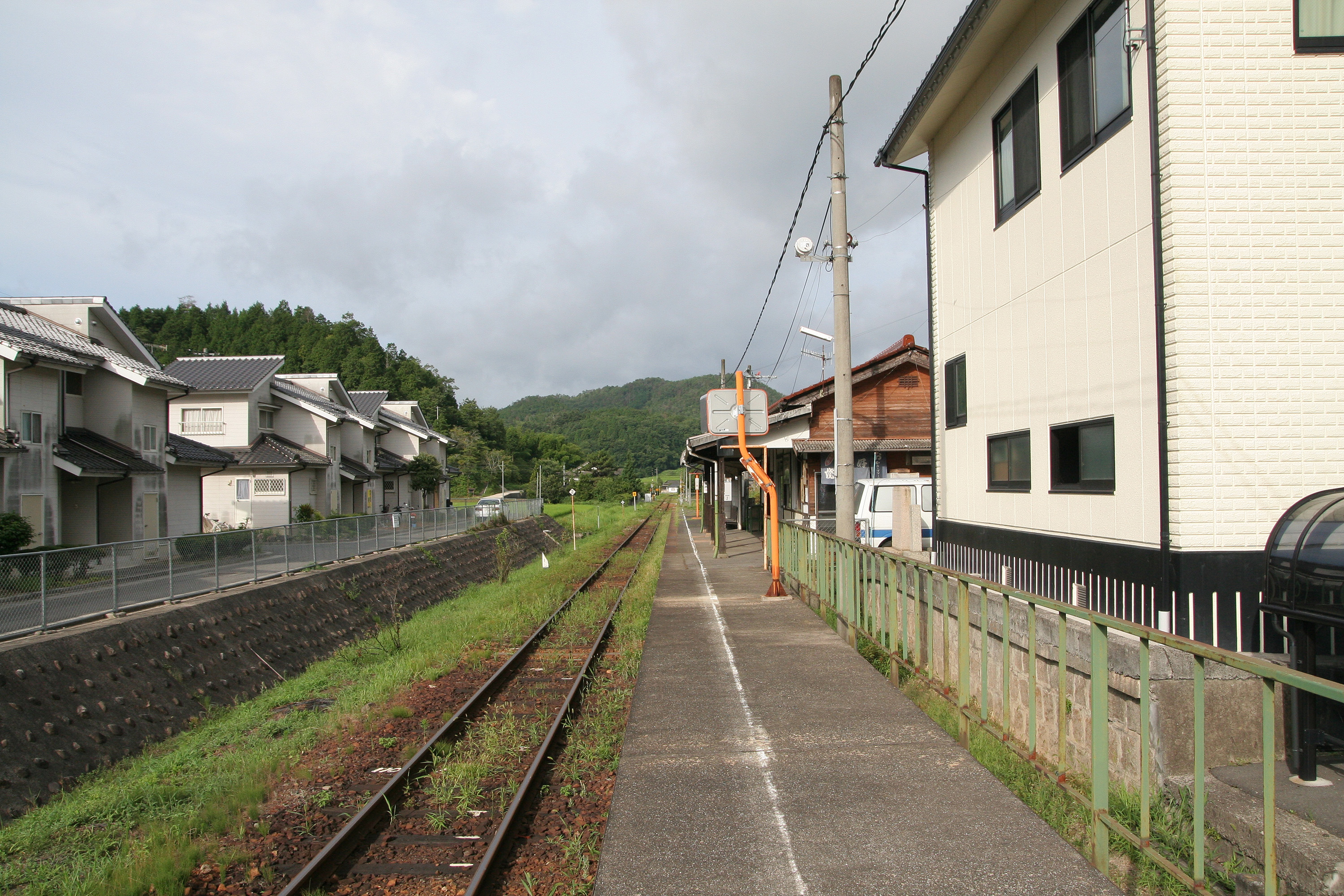
月台（2008年7月）

## 利用狀況
以下為近年1日平均乘車人次列表。
| 年度               | 1日平均 乘車人次 | 參考資料 |
| ------------------ | ---------------- | -------- |
| 2002年（平成14年） | 39               | [ 1 ]    |
| 2003年（平成15年） |                  |          |
| 2004年（平成16年） |                  |          |
| 2005年（平成17年） |                  |          |
| 2006年（平成18年） |                  |          |
| 2007年（平成19年） |                  |          |
| 2008年（平成20年） |                  |          |
| 2009年（平成21年） |                  |          |
| 2010年（平成22年） |                  |          |
| 2011年（平成23年） | 21               | [ 2 ]    |
| 2012年（平成24年） | 25               | [ 2 ]    |
| 2013年（平成25年） | 27               | [ 2 ]    |
| 2014年（平成26年） | 24               | [ 2 ]    |
| 2015年（平成27年） | 24               | [ 2 ]    |
| 2016年（平成28年） | 27               | [ 2 ]    |
| 2017年（平成29年） | 21               | [ 2 ]    |

## 車站周邊
- 三次市甲奴分所
- 甲奴郵局（日语：甲奴郵便局）
- 廣島縣道222號甲奴停車場線（日语：広島県道222号甲奴停車場線）
- 廣島縣道27號吉舍油木線（日语：広島県道27号吉舎油木線）

## 巴士路線
| 中國巴士 | 中國巴士                             | 中國巴士    | 中國巴士                                                                 | 中國巴士     | 中國巴士                                     |
| 乘車處   | 類型                                 | 路線名稱    | 主要途經                                                                 | 方向         | 備註                                         |
| -------- | ------------------------------------ | ----------- | ------------------------------------------------------------------------ | ------------ | -------------------------------------------- |
| 甲奴站前 | 高速巴士                             | Peace Liner | 上下站前、矢野溫泉、道之驛世羅、甲山營業所、高坂巴士站、中筋站、新白島站 | 廣島巴士中心 | 甲奴站前至公立世羅中央醫院以南區間可互相前往 |
| 甲奴站前 | 三次市民巴士                         |             |                                                                          |              |                                              |
| 甲奴站前 | 上川地區、宇賀地區、小童地區(需預約) |             |                                                                          |              |                                              |

## 相鄰車站
西日本旅客鐵道（JR西日本）
 福鹽線
上下－甲奴－梶田

## 注腳
1. ↑  「飲食・小売の出店を科学する出店戦略情報局」之存檔數據
2. 1 2 3 4 5 6 7  國土數値情報 不同站的上下車人次數據

## 外部連結
- 甲奴｜車站資訊：JR出門網 - 西日本旅客鐵道（日語）